# Gennadi Ajgi
Gennadi Nikolajevitsj Ajgi (Tsjoevasjisch: Айхи Геннадий Николаевич; Russisch: Геннадий Николаевич Айги), geboren als Gennadij Nikolajevitsj Lisin (Russisch: Ли́син). (Sjajmoerzjino, Tsjoevasjië, 21 augustus 1934 — Moskou, 21 februari 2006) was een Russisch dichter. Hij was een tweetalige dichter: zijn eerste gedichten waren in het Tsjoevasjisch, daarna heeft hij zowel in het Russisch als in het Tsjoevasj gedichten geschreven. Ook zijn Russischtalige gedichten hebben een tintje van Tsjoevasjencultuur gekregen.

Hij gold als een kandidaat voor de Nobelprijs voor de Literatuur.
Ajgi behoorde tot de Tsjoevasjen, een volk dat oostelijk van Moskou aan de rivier de Wolga woonachtig is. 
Tijdens de periode van de Sovjet-Unie mocht zijn werk van 1964 tot 1989 niet worden gepubliceerd. Dit verhinderde echter niet dat zijn werk toch in 24 andere landen werd uitgebracht en zelfs in 44 andere talen werd vertaald. De Nederlandse vertaling van enkele van zijn gedichten is verzorgd door Peter Zeeman en Willem Weststeijn.
Ook heeft hij diverse prijzen ontvangen, zoals in 1972 de Prix de l'Académie française, de Petrarca Prijs in 1993 en in 2000 de Pasternak Prijs.
- Bibsys: 90637005
- Bibliothèque nationale de France: cb118882197 (data)
- CiNii: DA02564812
- Digitale Bibliotheek voor de Nederlandse Letteren: ajgi001
- Gemeinsame Normdatei: 119227002
- International Standard Name Identifier: 0000 0001 0927 7223
- Library of Congress Control Number: n83228293
- Nationale Bibliotheek van Letland: 000230023
- MusicBrainz: e8276518-0d9b-47ec-b9d9-947c6824b8b3
- Bibliotheek van het Japanse parlement: 00542963
- Nationale Bibliotheek van Tsjechië: jn20000600077
- Nationale bibliotheek van Australië: 35877766
- Nationale Bibliotheek van Israël: 987007300181805171
- Nationale Bibliotheek van Polen: a0000001061579
- Nederlandse Thesaurus van Auteursnamen: 072156333
- Réseau des bibliothèques de Suisse occidentale: 02-A000004650
- LIBRIS: 265156
- Système universitaire de documentation: 026679345
- Trove: 1127536
- Virtual International Authority File: 97086864
- WorldCat: E39PBJfCqQP6tfCHbg3dQvFFrq